# یانگ شیائولی
یانگ شیائولی (انگلیسی: Yang Xiaolei؛ زادهٔ ۲۸ ژوئن ۲۰۰۰) کماندار زن اهل چین است. وی در بازی‌های المپیک تابستانی ۲۰۲۰ شرکت کرده‌است.